# Mull (humus)
Ne doit pas être confondu avec Mulm.
Pour les articles homonymes, voir Mull.

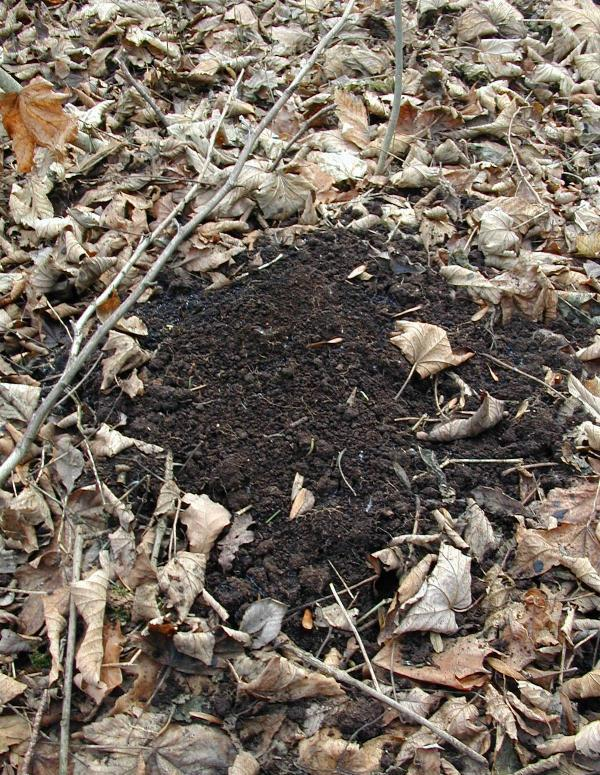
Le mull montre une litière très mince, restant moins d'un an à la surface du sol.

Le mull est un humus formé en aérobiose.
La présence d'une importante pédofaune riche en particulier en vers de terre et en macroarthropodes (diplopodes, cloportes) assure une incorporation rapide de la litière.
Les mulls, généralement riches en éléments nutritifs et présentant une forte capacité d'échange cationique, constituent des humus très fertiles.

## Histoire évolutive
Selon Wilcke, dès le Cambrien (540 Ma) se développent les mégadriles, les véritables vers terrestres, qui prospèrent vers la fin du Paléozoïque (250 Ma) lorsque les forêts s'étendent sur les terres sèches. Cette période correspond à l'apparition chez des Lombriciens du postgésier qui, par un puissant travail du sol, contribue au Mésozoïque (Ère Secondaire), il y a 250 Ma, à former le type d'humus le plus fertile, celui des mulls, favorable au développement de ces forêts.

## Types de mull
Les pédologues distinguent deux grands types de mull : le mull calcique et le mull forestier (humus doux).

### Mull calcique
C'est l'humus des sols calcaires : riche en calcaire actif et en calcium échangeable, il est alcalin (pH entre 7,7 et 8,5), riche en acides humiques floculés en grumeaux et agrégés par des ions calcium.
L'horizon O est très mince, en revanche l'horizon A est bien développé et de couleur sombre.
Sa structure grumeleuse est très stable et le rapport C/N (carbone/azote) est de l'ordre de 10.
Il est formé dans les écosystèmes steppiques, sur un sol calcaire dans lequel l'horizon A épais et foncé constitue les terres noires. C'est aussi l'humus produit dans les pelouses et les forêts sur sol calcaire (rendzines noires forestières et rendzines grises sous pelouses).

### Mull forestier (humus doux)
C'est l'humus des forêts feuillues tempérées sur Brunisol (sol brun). La minéralisation étant rapide, on n'observe pas d'horizon OH, mais seulement une litière de feuilles mortes plus ou moins décomposées (horizons OL et OF ou OL seul). En revanche, l'horizon A est bien développé, il est brun et offre une structure grumeleuse. Le pH est de l'ordre de 5 à 6,5. Le rapport C/N est de l'ordre de 10 à 15. Ce mull confère au sol une bonne structure, une bonne aération et une bonne capacité d'échange cationique. C'est aussi l'humus que l'on trouve dans les prairies.